# 더 퍼지: 일렉션 이어
《더 퍼지: 일렉션 이어》(영어: The Purge: Election Year) 혹은 더 퍼지: 심판의 날은 2016년 공개된 미국의 액션 공포 영화이다. 《더 퍼지》 (2013), 《더 퍼지: 거리의 반란》 (2014)에 이은 세번째 작품으로, 제임스 디모너코가 감독과 각본을 맡았다. 2016년 7월 1일 공개되었다.

## 출연

### 주연
- 프랭크 그릴로
- 엘리자베스 미첼
- 미켈티 윌리암슨

### 조연
- 에단 필립스
- 레이몬드 J. 배리
- 테리 세르피코
- 에드윈 호지
- 킴벌리 하우
- 조셉 줄리안 소리아
- 카일 세커
- 데이빗 애론 베이커
- 크리스토퍼 제임스 베이커
- 숀 콘토스
- 스패로우호크
- 런던 홀
- 리자 콜론 제야스
- 베티 가브리엘